# باراديس كاي
باراديس كاي هي منطقة فردية تقع في مقاطعة مارين، كاليفورنيا، الولايات المتحدة.